# NONO性醜聞

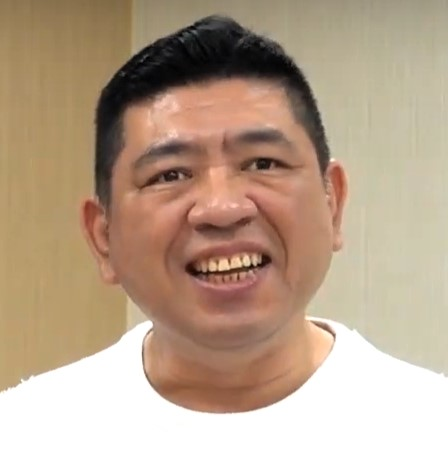
案件受指控人，NONO（陳宣裕）

NONO性醜聞是2023年臺灣＃MeToo運動中被揭發的一宗性醜聞事件，涉及男藝人NONO（陳宣裕）。

## 案情
2023年6月19日，有網友指控某知名搞笑藝人是性騷擾加害者，線索指向藝人NONO。NONO透過經紀人回應對此事完全沒印象。受害者因而於晚間再度發文，稱「歡迎提告」，並且透露，10年前還是新人的她在某次錄影時，被一名來賓要電話號碼，對方藉口送她回家，結果在車內遭對方強吻、揉胸，險些被性侵，所幸對方並未得逞，對方還說：「不要緊張！一回生二回熟」，完全沒有一句道歉。對此，NONO透過經紀人表示：「對此事件毫無印象，不知道如何回應」。針對NONO的否認聲明，受害者於21日召開記者會回應。同日，NONO宣布停止演藝工作。
6月29日，網紅直播主「小紅老師」因不滿NONO在相關指控一星期後毫無道歉誠意，便在臉書上公開相關證據，並且詳細列出NONO這20年來所侵犯的對象與過程。同日晚上，網紅馮語婷在臉書發文，表示NONO開車載受害者開往汽車旅館性侵兩次，並貼出NONO在車上摸女性大腿的照片，以及LINE對話截圖等相關物證。

### 司法調查
6月30日下午「小紅老師」到台北地檢署按鈴提告NONO涉嫌性騷擾、性侵害、性侵未遂、強制猥褻、性侵未成年少女，並表示受害人數已增至25人，也透漏有13年前的目擊證人願意協助。」截至7月3日，據統計，受害者至少增加到30人，台北地檢署也正式立案偵辦調查。
7月12日，一名施姓化妝師出面具名指控NONO在《終極一班3》拍攝期間多次對她性騷擾和強制猥褻，該化妝師以電擊棒反制才安全脫身。
8月2日，檢警搜索NONO住處，並將其移送至台北地檢署複訊，依妨害性自主罪嫌諭知以新台幣50萬元交保。
2024年5月17日，臺灣士林地方檢察署偵辦後認定NONO藉體型優勢強行侵犯6名被害人，依強制性交、強制猥褻等7罪提起公訴並建請法院從重量刑。

### 開庭審理
臺灣士林地方法院依《性侵害犯罪防治法》規定，採不公開方式審理。2024年7月9日首度開庭，NONO在律師陪同之下進下法院，完全不回應媒體提問。。
2025年2月，第7度開庭，NONO否認所有罪行，且請求法官判無罪。
2025年5月，臺灣士林地方法院依照1次「強制性交未遂罪」判處2年6個月徒刑，其餘6項罪名無罪，全案可上訴。

## 反應
曾與NONO合作的「艋舺雞排」聲明，早已在2019年底終止代言合作關係、不做任何回應，並強調「尊重兩性平權自主」。NONO與友人創立的「虎霸炸物」也暫停合作計畫。